# 平倉山城の戦い
平倉山城の戦い（ひらくらやまじょうのたたかい）は、弘治3年（1557年）に越後長尾氏派の飯森氏居城・平倉山城を武田氏が攻め落とした戦いである。
この合戦で安曇郡の長尾派は一掃され、武田勢は信濃北西部を制した。

## 経緯
天文17年（1548年）、小笠原長時が塩尻峠の戦いで武田軍に大敗すると、天文19年（1550年）には小笠原一族は林城を棄て、信濃府中より一時的に没落する。
この付近で、安曇郡の有力豪族であった仁科盛能（道外）は武田晴信に臣従したが、小岩盛親など仁科氏のごく一部は、武田氏に反発して攻め滅ぼされた。
しかし越後国の長尾景虎が信濃に出兵し、天文22年（1553年）には青柳城・刈屋原城付近にまで武田氏を後退させるなど、北信濃周辺で甲越間での激しい駆け引きが繰り広げられていた。
この情勢下において、安曇郡北部の領主で、仁科家庶流であった飯森盛春は越後長尾氏に属し、晴信と対立する姿勢をとった。
しかし、弘治元年（1555年）には姫川源流より南に位置する千見城が、抗争の末に武田方大日方一族の手に落ち、また弘治3年（1557年）、武田軍が水内葛山城を攻め落とすなど、次第に晴信が北信進出を本格的なものにしていく。そして同年、安曇郡平定を成すべく晴信は諏訪衆らの軍団を平倉山城へと差し向けた。

## 合戦
当時、飯森氏の所領であった小谷地方には、小谷五人衆とよばれる一党が存在したが、このうち山田左近・田原主馬・細野織部・太田土佐守は武田方に帰属する。飯森氏に属した衆は山岸豊後守のみであったという。
2月、葛山城攻めの先鋒となっていた諏訪衆の軍勢は、城の攻略後に平倉山城攻めに向かった。
7月5日、飯森盛春率いる防衛軍と諏訪衆・木曽衆の軍勢が攻防戦を繰り広げた。このとき、籠城側には安曇郡の穂高神社造営奉行・穂高氏の一族・穂高大進も参戦している。
武田軍の千野靫負尉は城構えに接近し、弓で飯森軍を相手に奮戦した他、岩波六郎左衛門が敵兵の首を取るなど、諏訪衆の活躍が大きかったようである。
盛春は、越後長尾氏からの後詰めを期待して戦い続けたが、その甲斐空しく曲淵庄左衛門という者に討ち取られたという。間もなくして城も落城し、安曇郡北辺は平定された。
伝承では、城方は姫を駒に乗せて逃した、また白米で馬を洗い城内に水源があるように装ったなどがある。また、戦後には小谷五人衆のうち四人の家では城跡に登るとたたりがあるので登らないといったものがある。
越後方に関する伝承においては、平倉山城の援軍である上杉軍が深原集落に到達し援軍到着を伝えるためほら貝を吹いたことから「貝の平」の地名ができ、城から火の手があがったことから時すでに遅しだったと地団駄を踏んだことから「じたんだ」という地名が発祥したという。